# Quedex
Quedex is een videospel voor de platforms Commodore 64 en Commodore 128. Het spel werd uitgebracht in 1987. 